# Maldinni, Sindhnur
Maldinni là một làng thuộc tehsil Sindhnur, huyện Raichur, bang Karnataka, Ấn Độ.